# Kamienica przy ulicy Dyrekcyjnej 3 w Katowicach
Kamienica przy ulicy Dyrekcyjnej 3 w Katowicach – kamienica mieszkalno-handlowa, położona przy ulicy Dyrekcyjnej 3 w Katowicach, w dzielnicy Śródmieście. Powstała ona w 1905 roku w stylu secesyjnym według projektu opracowanego w pracowni, założonej przez Ignatza Grünfelda. 

## Historia
Kamienica została wzniesiona w 1905 roku według projektu powstałego w zasłużonej dla rozwoju Katowic firmie budowlanej, której założycielem był Ignatz Grünfeld. Jednym z pierwszych właścicieli budynku był A. Arian i spadkobiercy.
W 1935 roku właścicielem kamienicy był Arjan Fischer, a w niej działały m.in.: pracownia gorsetów M. Blondera, restauracja R. Urbach, hurtowy skład materiałów elektrycznych M. Katza, drogeria L. Cymerman i skład cukierków fabryki „Franboli”. Kamienicę dodatkowo zamieszkiwały osoby różnej profesji, w tym lekarze, kupiec czy dozorca. W latach międzywojennych swoje biuro sprzedaży miała w budynku także Fabryka Chemiczna Erich A. Kollontay, która działała przy ulicy Mikołowskiej 27. Firma wyrabiała mydła do prania, szare i przemysłowe, proszek mydlany i szkło wodne. Restauracja Urbach z biegiem czasu zmieniła swoją nazwę na Rachela.
Do grudnia 2011 roku zakończono remont elewacji frontowej kamienicy, przywracając jej dawną świetność. Renowację kamienicy zgłoszono do I Etapu Ogólnopolskiego Konkursu „Modernizacja Roku 2011”.
W marcu 2019 roku w ramach konkursu na rewitalizację katowickich podwórek pn. „Plac na Glanc”, organizowanego przez instytucję kultury Katowice Miasto Ogrodów, wybrano do realizacji podwórko kamienicy przy ulicy Dyrekcyjnej 3. Mieszkańcy kamienicy wykazali się dużym zaangażowaniem, zgłaszając swoje podwórko do konkursu już po raz czwarty. Zostały zorganizowane warsztaty, na których mieszkańcy z pięciu projektów wybrali jeden do realizacji. Prace rewitalizacyjne ukończono do listopada 2019 roku, a w ramach projektu powstały m.in.: leżaki, stoiska z krzesłami, a także zjeżdżalnia. Zagospodarowano także miejsca na zieleń, zbiornik na wodę deszczową, a także wydzielone miejsce śmietników. Całość uzupełniły lampy w formie świecących kul rozrzuconych pośród roślinności. Koszt prac rewitalizacyjnych wyniósł 80 tys. zł, a w realizacji projektu uczestniczyli także KZGM w Katowicach i Zakład Zieleni Miejskiej w Katowicach.
Kamienica według stanu z września 2016 roku była w zarządzie tymczasowym Komunalnego Zakładu Gospodarki Mieszkaniowej w Katowicach na mocy decyzji administracyjnej. W systemie REGON w połowie lipca 2023 roku było zarejestrowanych 8 podmiotów gospodarczych z siedzibą przy ulicy Dyrekcyjnej 3, w tym pub.

## Charakterystyka

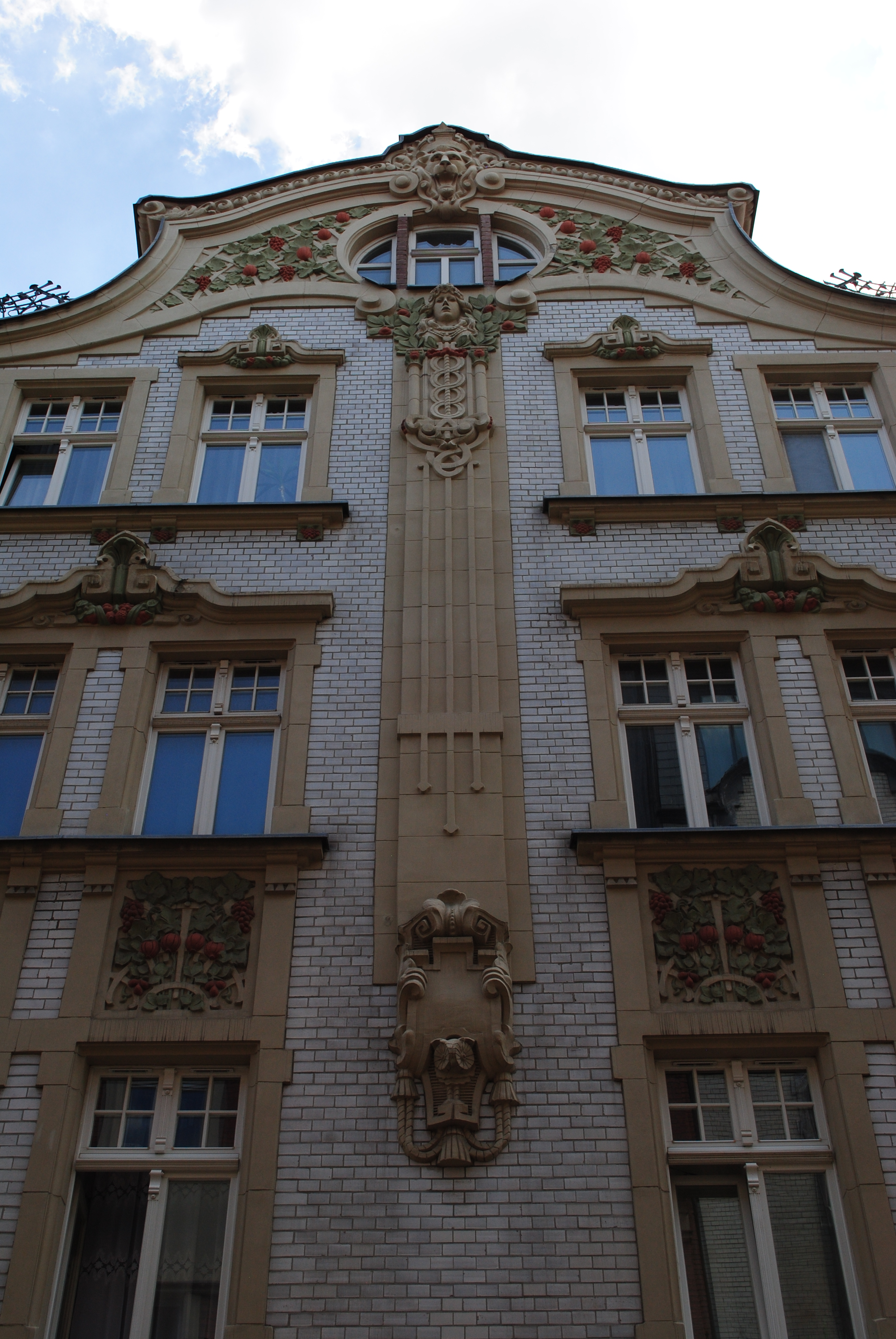
Boniowana lizena w części centralnej fasady kamienicy

Kamienica mieszkalno-handlowa położona jest przy ulicy Dyrekcyjnej 3 w Katowicach, na obszarze dzielnicy Śródmieście, w pierzei zwartej zabudowy ulicy.
Jest to budynek murowany z cegły, wzniesiony na planie prostokąta, zwieńczony dachem trójspadowym i dwuspadowym, krytym dachówką. Powierzchnia użytkowa budynku wynosi 1 362,87 m², a powierzchnia zabudowy 437 m². Liczy 4 kondygnacje nadziemne i 1 podziemną.
Kamienica architektoniczne reprezentuje styl secesji. Fasada jest sześcioosiowa, symetryczna i zwieńczona ozdobnym szczytem usytuowanym w środkowej osi. Osie skrajne są potrójne, a centralna jest zdwojona, a dodatkowo osie skrajnie na czwartej kondygnacji są cofnięte w stosunku do lica fasady. Parter jest podtynkowany, a wyższe piętra są oblicowane białą cegła glazurowaną. Na skrajnych osiach, pomiędzy drugą a czwartą kondygnacją znajdują się balkony z oryginalnymi kutymi balustradami. 
Całość kamienicy ma bogatą stiukową dekorację o motywach secesyjnych, umieszczonymi m.in. w płycinach nad oknami drugiej kondygnacji. Część centralną budynku po bokach i centralnie wydzielone są boniowanymi lizenami, zdobione m.in. typowym dla secesji wiedeńskiej motywem trzech pionowych listew.
Okna kamienicy są prostokątne i w opaskach tynkowych, a na trzeciej kondygnacji na osiach środkowych zwieńczone są gzymsami. Stolarka okienna jest czterokwaterowa ze ślemieniem o dodatkowych podziałach szczeblinami w górnych skrzydłach.
Wejście do sieni ozdabia kamienny prostokątny portal zwieńczony belkowaniem. W sieni znajduje się sufit z fasetą. Schody na klatce schodowej są dwubiegowe z drewnianą, tralkową balustradą. Okna klatki schodowej zostały przeszklone kolorowymi szybkami. Kamienica nie ma za to bramy przejazdowej.
Oficyny kamienicy, boczne i tylne, pochodzą z czasu budowy całego budynku.
Kamienica wpisana jest do gminnej ewidencji zabytków miasta Katowice.

## Galeria
| - Fragment ozdobnego szczytu kamienicy - Wejście objęte kamiennym portalem - Secesyjny detal na fasadzie kamienicy |